# Coldharbour

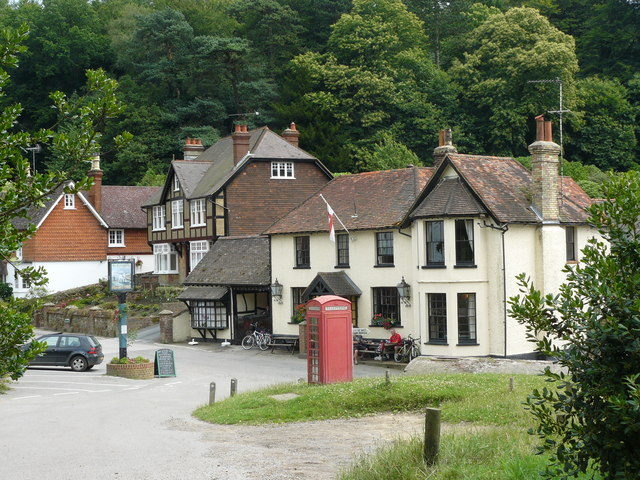
Coldharbour (2009)

Coldharbour ist ein Weiler im Bezirk Mole Valley der englischen Grafschaft Surrey.
Der Ort liegt an einer kleinen Straße von Leith Hill nach Dorking.